# Dysmorodrepanis munroi
L'uncibecco di Lanai (Dysmorodrepanis munroi Perkins, 1919), è un uccello passeriforme estinto della famiglia dei Fringillidi, unica specie ascritta al genere Dysmorodrepanis Perkins, 1919.

## Etimologia
Il nome scientifico del genere, Dysmorodrepanis, deriva dall'unione della parola greca μορος (moros, "destino") con prefisso peggiorativo δυσ- (dys-dus) e con Drepanis, col significato di "drepanide dal destino avverso", mentre il nome della specie, munroi, venne scelto in omaggio al primo osservatore della specie in natura, George Munro.

## Descrizione

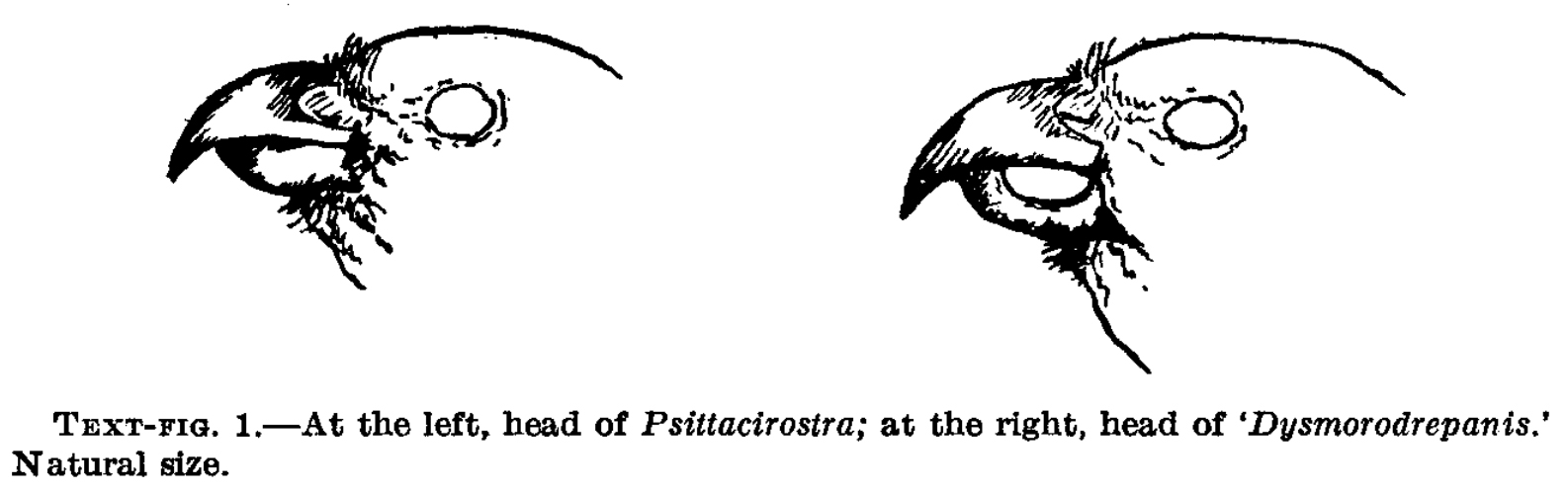
Confronto fra becchi di D. munroi (a dx) e Psittirostra psittacea (a sin).

### Dimensioni
Misurava circa 15 cm di lunghezza.

### Aspetto
Questi uccelli avevano un aspetto che ricordava un crociere, con grossa testa, zampe forti ed ali appuntite: il becco era inconfondibile in quanto oltre ad essere uncinato superiormente, lo era anche inferiormente, con le due mascelle che si congiungevano a tenaglia lasciando uno spazio presente anche quando l'animale teneva il becco chiuso.

Il piumaggio dell'unico esemplare osservato e descritto era verde oliva dorsalmente, con tendenza a schiarirsi in un bianco-giallastro sul ventre: sulla testa era presente un sopracciglio dello stesso colore, mentre la gola e la punta delle remiganti erano di colore bianco. Per via della colorazione tutto sommato sobria, si è propensi a ritenere il suddetto esemplare una femmina, coi maschi che mostravano livrea più accesa, come osservabile in tutti i drepanidini. Gli occhi, piuttosto grandi, erano bruni, le zampe erano di color carnicino con piante gialline e il becco era probabilmente di colore rosato.

## Biologia
In base alle poche osservazioni effettuate, riferite sempre ad esemplari isolati, si ritiene che questi uccelli fossero perlopiù solitari e dalle abitudini diurne: essi erano molto vivaci, in costante movimento, volando di pianta in pianta e spostandosi con movimenti scattanti. Il richiamo di questi uccelli è stato descritto come un basso cinguettio.

### Alimentazione
L'olotipo di questa specie venne abbattuto mentre si cibava su una pianta di ōpuhe, e nel suo stomaco vennero rinvenute bacche di questa pianta: tuttavia, si ritiene che questi uccelli si nutrissero anche di altre specie con bacche di forma e dimensioni simili, come le locali euforbiacee. La forma del becco, tuttavia, lascia supporre una dieta molto più specializzata, che poteva usarlo come una tenaglia per cogliere fiori o bacche, oppure per estrarre le chiocciole dal proprio guscio.

### Riproduzione
Pur non esistendo informazioni riguardanti la riproduzione di questo uccello, essendo i drepanidini molto conservativi in questo senso si ha motivo di ritenere che anche gli uncibecchi di Lanai fossero monogami e si riproducessero nella prima metà dell'anno, deponendo due uova per covata.

## Distribuzione e habitat
Come intuibile dal suo nome comune, l'uncibecco di Lanai era endemico dell'isola di Lanai, nelle Hawaii, con tutti gli avvistamenti della specie effettuati nella porzione sud-occidentale dell'isola, fra i 620 ed i 790 m di quota.
L'habitat di questi uccelli era rappresentato dalle foreste dominate dall'ōpuhe e dalle specie di ʻakoko (Euphorbia sp.).

## Tassonomia
L'uncibecco di Lanai è stato per un certo periodo ascritto al genere Desmodrepanis. A lungo, vi è stata una scuola di pensiero che riteneva questi uccelli, in virtù dell'unico esemplare catturato e studiato e delle rarissime osservazioni in natura, nient'altro che una forma aberrante e parzialmente leucistica di ʻōʻū. La validità del taxon venne sancita senza ulteriore tema di smentita nel 1989, quando dall'olotipo venne asportato ed esaminato il cranio: le analisi rivelarono differenze miologiche, osteologiche, morfologiche ed a livello di piumaggio tali da confutare ogni dubbio sull'appartenenza di questo uccello a una specie differente.
Nell'ambito della tribù dei Drepanidini, il genere Dysmorodrepanis forma un clade con gli altri fringuelli australiani dal becco di pappagallo dei generi Psittirostra e Pseudonestor, nonché coi nettarivori del genere Hemignathus.

## Estinzione
La prima osservazione di un esemplare venne effettuata da George Munro il 22 febbraio 1913, quando ne venne ottenuto l'olotipo, attualmente custodito al Museo Berenice Pauhai Bishop di Honolulu: lo stesso Munro osservò nuovamente questi uccelli il 16 marzo 1916 ed il 12 agosto 1918, quando questi vennero osservati per l'ultima volta.
Non esistendo altre osservazioni di questi uccelli oltre alle tre fatte da Munro, né anteriori (anche da parte dei nativi), né posteriori, si ritiene che gli uncibecchi di Lanai fossero stati sempre piuttosto rari e dall'areale circoscritto, anche in virtù della loro probabile estrema specializzazione. Il fatto che nella prima metà del XX secolo praticamente tutte le foreste dell'isola di Lanai siano state convertite in piantagioni (principalmente di ananassi) deve aver sicuramente contribuito alla loro estinzione, assieme alle malattie introdotte ed alle specie aliene portate sull'isola.